# Caenocryptus
Caenocryptus is een geslacht van insecten uit de orde vliesvleugeligen (Hymenoptera) en de familie Ichneumonidae.

## Soorten
- C. alberti (Ashmead, 1906)
- C. albimaculatus Sheng, Wang & Shi, 1998
- C. burmensis Jonathan, 1999
- C. canaliculatus Momoi, 1968
- C. erasus (Townes, 1962)
- C. inflexus (Townes, 1962)
- C. lumbarius (Townes, 1962)
- C. nitens (Townes, 1962)
- C. oregonensis (Cushman, 1939)
- C. pictus (Townes, 1962)
- C. polytomi (Tschek, 1872)
- C. reticulatus Jonathan, 1999
- C. rufifrons (Walsh, 1873)
- C. rufiventris (Gravenhorst, 1829)
- C. rugosus Jonathan, 1999
- C. salicius Sheng, Wang & Shi, 1998
- C. shikokuensis (Uchida, 1936)
- C. striatus Jonathan, 1999
- C. virgeus (Townes, 1962)